# Carebara termitolestes
Carebara termitolestes is een mierensoort uit de onderfamilie van de Myrmicinae. De wetenschappelijke naam van de soort werd voor het eerst geldig gepubliceerd in 1918 door William Morton Wheeler.